# شرکت نفت سوریه
شرکت نفت سوریه (عربی: شركة النفط السورية)
شرکت نفت دولتی سوریه است، که در زمینه اکتشاف و تولید نفت خام فعالیت می‌کند. شرکت نفت سوریه در سال ۱۹۷۴ راه‌اندازی شد. دفتر مرکزی این شرکت در شهر دمشق قرار دارد.